# Théâtre Doyen

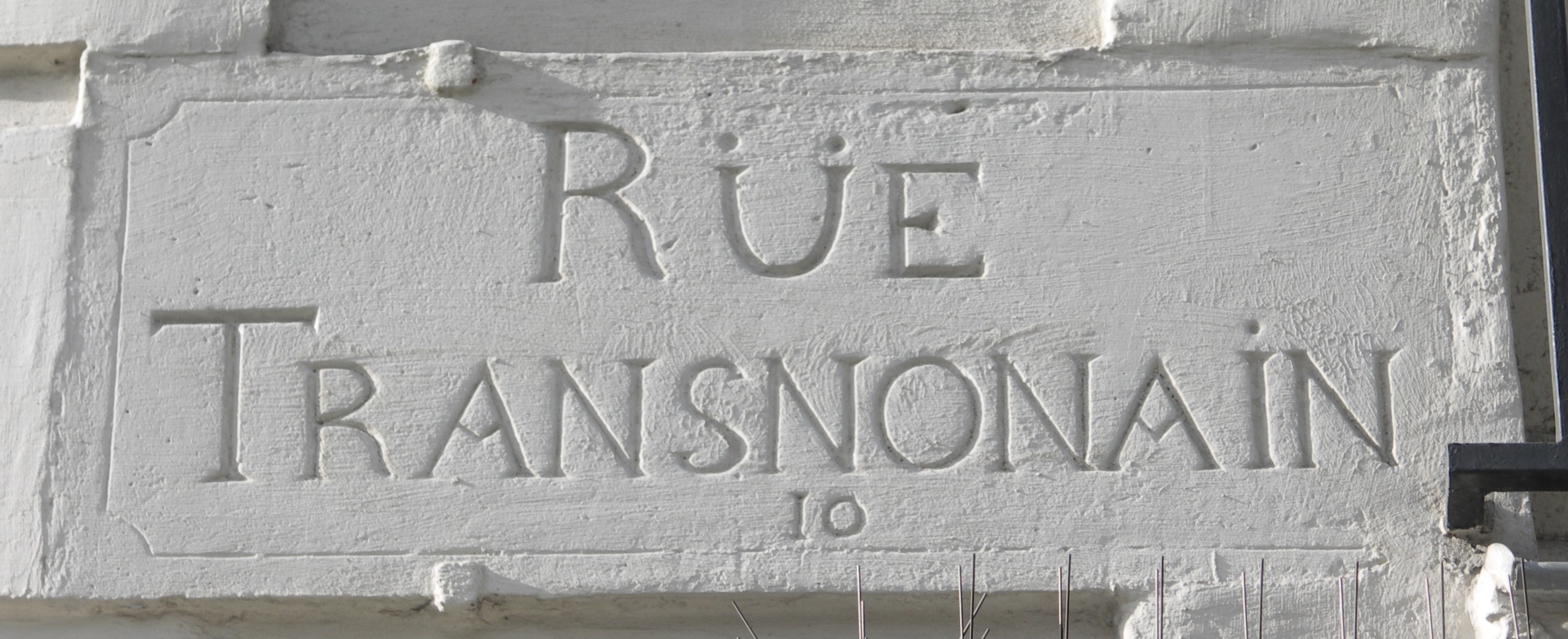
Altes Straßenschild der Rue Transnonaine

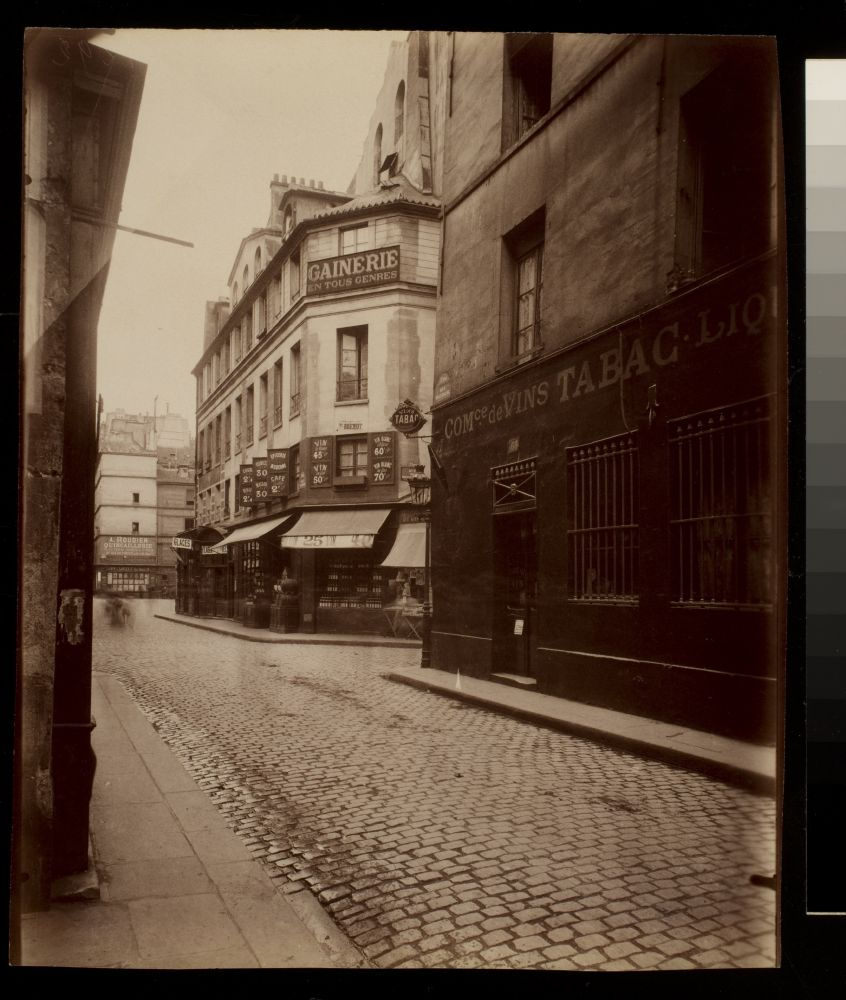
Das Haus Rue Transnonaine Nummer 12 im Jahr 1901

Das Théâtre Doyen, das zuerst an der Rue Notre-Dame-de-Nazareth im 3. Arrondissement und später an der Rue Transnonaine lag, die zwischenzeitlich ein Teil der Rue Beaubourg im 4. Arrondissement ist, war ein Pariser Theater und eine Schauspielschule.
1789 wurde das Theaterhaus an der Rue Notre-Dame-de-Nazareth erbaut und nach dem Mieter, Doyen, benannt. Organisiert war das Theater als Verein, in dem Laienschauspieler auftraten und es wurden vor allem Dramen gegeben. 1791 mietete ein Unternehmer das Theater, der dem Programm eine Wende gab, denn es kamen nur noch Stücke auf den Spielplan, die grundsätzlich sittsam und moralisch waren. Obwohl das Orchester außerordentlich gut war, waren die Stücke so schlecht, dass das Haus bereits zwei Monate später wieder schließen musste. Doyen sprang wieder als Mieter ein und vergrößerte und verschönerte es sogar noch und nahm den Spielbetrieb, wieder mit Amateurschauspielern, auf. Doyen übernahm dabei die Rollen des Regisseurs, des Requisiteurs und spielte selbst als Schauspieler mit. Er ging dann dazu über, auch Schauspielunterricht zu geben, denn wie es sich herausstellte, war er selbst ein guter Schauspieler und wollte sein Können auch weitergeben. Seine Zöglinge spielten dann, neben dem Amateurensemble, auf der Bühne und es wurden nunmehr Komödie, Tragödien und Opern gegeben. Die später dann berühmten Schauspieler wie beispielsweise Étienne Arnal und Frédérick Lemaître  oder auch Hugues Bouffé feierten hier ihr Debüt. Nach und nach wurde das Amateurensemble durch professionelle Schauspieler, wie François-Joseph Talma, ersetzt und auch solche aus der eigenen Schule.
1815 wurde das Theater vom Besitzer verkauft, weil an dieser Stelle eine neue Synagoge errichtet werden sollte. Obwohl der Baubeginn der Synagoge der Rue Notre-Dame-de-Nazareth erst in Jahren geplant war, suchte sich Doyen doch im selben Jahr ein neues Domizil, das er auf der unweit gelegenen Rue Transnonaine 12 fand. Die neue Spielstätte wurde bereits 1793 auf dem Gelände eines ehemaligen Carmeliterklosters errichtet. Der Eingang in das Theater war aber nicht wie sonst üblich im Erdgeschoss, sondern man erreichte das Parkett über die dritte und den Balkon über die vierte Etage. Der Artisteneingang war von der Rue Beaubourg 62, über einen Innenhof, zu erreichen. 
1824 wurde auf ministerialen Erlass der Spielbetrieb für alle bürgerlichen Theater und Schauspielvereine, die Gewinne erzielten, erlassen. Doyen zeigte sich aber hartnäckig und machte viele Eingaben an die Verwaltung, was aber keinen Erfolg hatte. Da der Spielbetrieb derweilen aufrechterhalten wurde, wurde Doyen 1828 für den nichtautorisierten Theaterbetrieb in Haft genommen und ihm der Prozess gemacht. Lediglich seines hohen Alters wegen wurde keine Haftstrafe verhängt, jedoch das Theater endgültig geschlossen.
Doyen starb zwei Jahre später, über achtzigjährig. Ein Teil seiner Familie wurde, da sie in dem ehemaligen Theater wohnen blieb, beim Massaker an der Rue Transnonain getötet.